# La baraonda
La baraonda è un film del 1980 diretto da Florestano Vancini. Il film è stato distribuito anche con il titolo Passioni popolari.

## Trama
Durante la Sei giorni di ciclismo al Palasport di San Siro un medico deve vedersela con la sua ex-fidanzata.

## Critica
«... affresco poco graffiante...» * 